# Вера Романић
Вера Романић-Млинарић (1911—1993) је била професор физичке културе, спортски радник, гимнастичарка и југословенска атлетска репрезентативка у трчању на 100 м. Била је члан атлетске секције Спортског друштва ХАШК из Загреба.

## Биографија
Дипломирала је на Високој школи за физичко васпитање у Београду. Од 1931—1951. радила је као наставник у школама I и II степена, а затим до 1974, као предавач, односно професор на Вишој педагошкој школи, одн. Педагошкој академији у Загребу.
Од 1931—1937. наступа као такмичарка у гимнастици и атлетици. Учествовала је на Летњим олимпијским играма 1936. у Берлину у трчању на 100 метара. Исте године постаје члан управе „Југословенског савеза женских спортова“ у Загребу.
После ослобођења активна је у АСД Младост, ФД Динамо и СД Напријед, као и у Савезу за физику кутуру Партизан Хрватске. Сарађивала је у организацији јавних гимнастичких такмичења, слетова и II гимнаестраде у Загребу 1957. У друштву Наша дјеца организовала је предавања о раду са децом предшколског узраста.
Године 1970. добила је Трофеј Савеза за физичку културу Хрватске, а 1973. награду „Иван Филиповић“ на научноистраживачки и педагошки рад.

## Спортски резултати
На Летњим олимпијским играма 1936. у Берлину у конкуренцији 30 атлетичарки из 15 земаља, није се успела пласирати у финале. Била је четврта у петој групи квалификација.